# Voo US Airways 1549
O Voo US Airways 1549 foi um voo comercial de passageiros rotineiro, que iria de Nova Iorque para Charlotte, Carolina do Norte, que, em 15 de janeiro de 2009, pousou na água do rio Hudson, adjacente a Manhattan, seis minutos após decolar do Aeroporto LaGuardia.
Enquanto ganhava altitude, o Airbus A320 atingiu um grupo de gansos-do-canadá, que resultou numa imediata perda de potência de ambos os motores. Quando a tripulação determinou que a aeronave não poderia alcançar de sua posição, logo a nordeste da ponte George Washington, nenhum campo de pouso, decidiram guiar a aeronave para sul e estabeleceu seu curso para o rio Hudson, e então pousou o avião virtualmente intacto perto do Intrepid Sea-Air-Space Museum, no centro de Manhattan. Logo após o pouso de emergência no rio, os 155 passageiros do avião parcialmente submergido e em naufrágio saíram e foram todos resgatados por embarcações próximas.
Toda a tripulação do voo 1549 foi mais tarde condecorada com a Medalha de Mestre da Guild of Air Pilots and Air Navigators. No momento da entrega das medalhas, foi dito que "Esta aterragem de emergência e a evacuação da aeronave, sem a perda de nenhuma vida humana, é uma conquista heróica e única da aviação".

## Designações, rota e a tripulação do voo

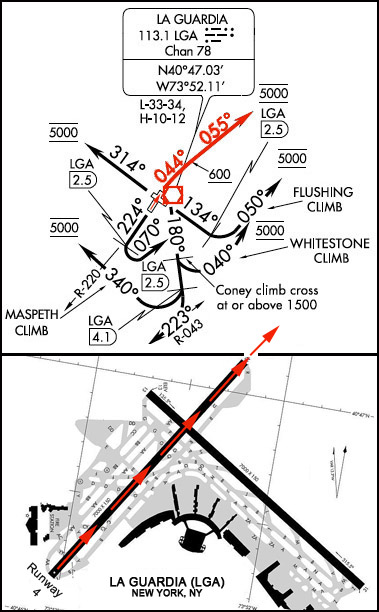
Pista 4 do Aeroporto LaGuardia

O voo 1549 da US Airways (também designado sob o acordo de códigos da Star Alliance como voo 1919 da United Airlines) foi uma rota doméstica entre o Aeroporto LaGuardia, em Nova Iorque, ao Aeroporto Internacional de Charlotte/Douglas, na Carolina do Norte, como uma escala no Aeroporto Internacional de Seattle-Tacoma, em Washington.
Em 15 de janeiro de 2009, foi permitido ao avião do voo 1549 a decolar da pista de decolagem 4 do Aeroporto LaGuardia exatamente às 15h24min56 EST (20h24min56 UTC). A tripulação fez o seu primeiro contato com a torre de controle exatamente 55 segundos após a decolagem, e relatou que a aeronave já estava a aproximadamente 215 metros de altura e subindo. Havia a bordo 150 passageiros e cinco tripulantes, incluindo o comandante, o co-piloto e três comissárias de bordo.
O comandante era Chesley "Sully" Sullenberger, de 57 anos, um ex-piloto de caça que tem sido comandante de linhas aéreas civis desde que deixou a Força Aérea Americana em 1980. É também um especialista em segurança e um piloto de planadores. O co-piloto era Jeffrey B. Skiles, 49 anos, que estava no seu primeiro voo num Airbus A320 desde que passou num curso de treinamento de voo para este tipo de aeronave. As comissárias de bordo eram Donna Dent, Doreen Welsh e Sheila Dail.
Assim como ocorre frequentemente quando um voo comercial regular se envolve num acidente, o uso do número do voo, no caso 1549, é descontinuado nas operações subsequentes dos serviços  da LGA-CLT-SEA. No dia seguinte, o número de voo da rota foi mudado para voo 1543 da US Airways. Porém, esta designação perdurou até 12 de fevereiro de 2009, quando o número da rota foi novamente mudado, agora para voo 1867 da US Airways, quando a empresa aérea decidiu usar o Airbus A321 nesta rota.

## Airbus A320-214 e seus sistemas de segurança
A aeronave era um Airbus A320-214 (registro: N106US), movido por dois motores GE Aviation/Snecma CFM56-5B4/P, fabricados na França e nos Estados Unidos.  Sendo um dos 74 Airbus A320 da US Airways em operação, a aeronave foi construída pela Airbus Industrie, e a sua montagem final ocorreu no Aeroporto de Toulouse-Blagnac, na França, em junho de 1999. Entregue em 2 de agosto de 1999, a aeronave foi registrada como propriedade da Wells Fargo Bank Nothwest, NA, e a American International Group (AIG) foi listada como a principal seguradora.
Os registros de manutenção do avião requeridos pela Administração Federal de Aviação dos Estados Unidos (FAA) emitidos pela US Airways no dia anterior ao acidente mostrou que, quando o avião registrado sob o número N106US foi vistoriado, seus registros mostraram que a aeronave já tinha realizado 16 299 ciclos (voos), totalizando 25 241,08 horas de voo. Os registros também mostraram que o motor 1 (esquerdo) ficou em funcionamento por 19 182 horas, e que o motor 2 (direito) ficou em funcionamento por 26 466 horas. A última checagem tipo A, uma revisão que a aeronave passa a cada 550 horas de voo, foi realizada em 6 de dezembro de 2008, e a última checagem tipo C, uma revisão anual da aeronave, aconteceu em 19 de abril daquele mesmo ano.
O Airbus A320 é uma aeronave dotada do sistema fly-by-wire; as superfícies de controle de voo são movidas por atuadores elétricos e hidráulicos, e são controlados por computador. O computador determina o seus comandos de entrada por meio do piloto, através das side-sticks. Porém, faz seus próprios ajustes para estabilizar a aeronave e mantê-la em curso, caso haja erro humano em qualquer grau.
A energia mecânica dos dois motores é a fonte primária de eletricidade e de pressão hidráulica para os sistemas de controle de voo da aeronave. A aeronave também tem uma unidade de força auxiliar, que pode prover o fornecimento auxiliar de eletricidade para a aeronave, incluindo as suas bombas hidráulicas movidas a energia elétrica. Além disso, a aeronave possui uma turbina de ar a colisão (RAT), uma espécie de aerogerador que utiliza as fortes correntes de ar no lado externo do avião a altas velocidades, que pode ser usada como fonte de energia cinética (energia mecânica) para prover eletricidade e pressão hidráulica no caso de falha dos outros sistemas. De acordo com o Diretório Nacional de Segurança do Transporte dos Estados Unidos (NTSB), tanto a unidade de força auxiliar (APU) quanto a RAT estavam operando quando o avião estava em descendência para pousar no rio Hudson, embora não esteja claro se a RAT tinha sido acionada manualmente ou automaticamente.
A aeronave também possuía um botão de "queda", que fecha todas as válvulas e aberturas do lado inferior da aeronave, incluindo a válvula do fluxo de saída dos motores, a entrada de ar para a turbina eólica de emergência (RAT), as entradas de ar gerais da aeronave, a válvula de extração e a válvula de controle de fluxo. Com as válvulas e aberturas fechadas, não se esperava que, no caso de um pouso sobre água, a aeronave afundasse rapidamente. No entanto, a tripulação não ativou este mecanismo no momento do incidente.

## Pouso forçado
O co-piloto, Skiles, estava no controle quando o avião decolou para nordeste da pista 4 do Aeroporto LaGuardia, às 15h25, e percebeu-se logo em seguida uma formação de aves se aproximando da aeronave, cerca de dois minutos depois, enquanto o avião já estava a uma altitude de 980 m enquanto seguia para a altitude de 4 600 m, determinada pelo plano de voo. A aeronave colidiu com as aves exatamente às 15h27min01. O pará-brisa do avião logo ficou escuro e vários baques foram ouvidos. Ambos os motores "sugaram" aves e imediatamente perderam quase toda a sua potência. A partir de então, o comandante Sullenberg tomou o controle enquanto que Skiles tentava religar os motores por meio de uma lista de checagem de procedimentos de emergência de três páginas.
Às 15:h27min36, usando o call-sign "Cactus 1549", a tripulação entrou em contato com os controladores de voo do Controle do Radar de Aproximação no Terminal de Nova Iorque (TRACON) "Atingimos aves. Perdemos potência em ambos os motores. Retornando para LaGuardia." Os passageiros e a tripulação de cabine relataram que ouviram "sonoros baques" nos dois motores, e que viram labaredas de fogo neles, e então observaram os mesmos pararem de funcionar e sentiram o odor de combustível não-queimado na cabine. Respondendo ao relato do comandante sobre o impacto com as aves, o controlador de voo, Patrick Harten, concedeu permissão à volta da aeronave ao LaGuardia e falou ao comandante que o avião poderia pousar ao sudeste na pista 13 do aeroporto. Sullenberger respondeu que seria incapaz de realizar tal manobra.

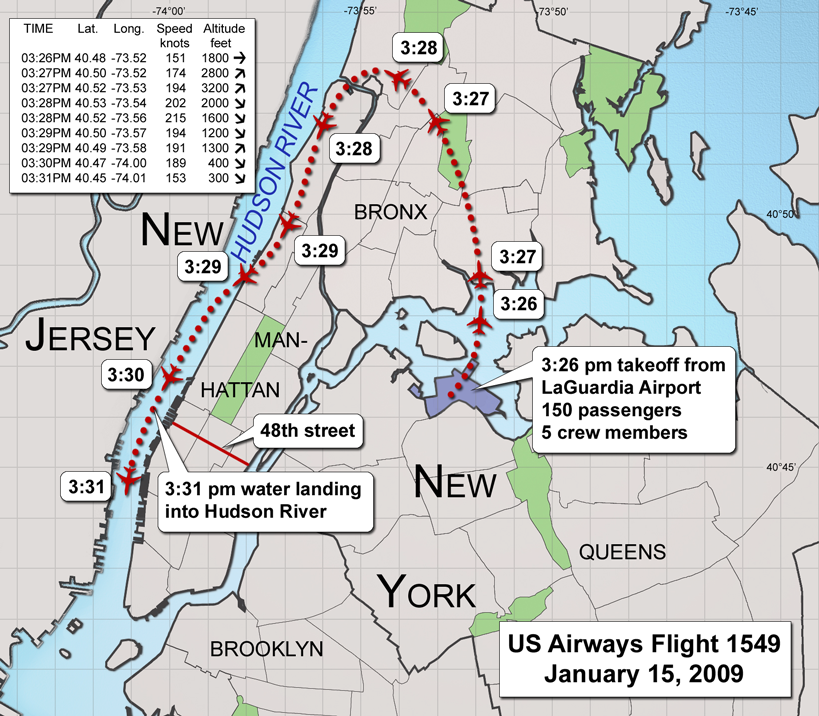
A trajetória do voo; a aeronave seguiu praticamente para norte após decolar, e então seguiu em sentido anti-horário para seguir o curso do rio Hudson após a colisão com as aves.

Sullenberger perguntou aos controladores sobre uma possível tentativa de pouso de emergência em Nova Jersey, mencionando o  Aeroporto de Teterboro no Condado de Bergen, como uma possibilidade. Os controladores rapidamente contataram o aeroporto de Teterboro, que concedeu a permissão do pouso de emergência na pista 1 daquele aeroporto.  No entanto, Sullenberg disse aos controladores que "não podemos fazer isso", e que "Estamos indo para o Hudson", deixando claro que a sua intenção era pousar o avião sobre o rio Hudson devido à falta de altitude. O controle do tráfego aéreo do LaGuardia disse que o avião passou a menos de 270 metros acima da ponte George Washington. Cerca de 90 segundos antes do impacto, o comandante anunciou "preparem-se para o impacto", e as comissárias de bordo instruíram os passageiros a como proceder.
O avião terminou seu voo de seis minutos às 15h31 com um pouso forçado enquanto seguia para sul a 240 km/h; o avião atingiu o meio da seção Rio Norte do rio Hudson, mais ou menos à altura da 50th Street (perto do Intrepid Sea-Air-Space Museum), em Manhattan, e à altura de Port Imperial, em Weehawken, Nova Jersey. Sullenberger disse a uma entrevista para a CBS que seu treinamento lhe permitiu a escolha de um local de pouso forçado perto dos barcos em operação, para poder maximizar as chances de resgate. A localização do pouso forçado estava próxima a três terminais de barcos: duas usadas para a operação de barcos de passageiros da NY Waterway, em ambos os lados do rio, e um terceiro terminal usado para embarcações de turismo, operado pela Circle Line Sightseeing Cruises. O exato local do pouso forçado foi 40° 46′ 10″ N, 74° 00′ 17″ O. Após parar completamente sobre o rio, a aeronave começou a ser levada lentamente para sul devido à leve correnteza.
Um membro do Diretório Nacional de Segurança do Transporte dos Estados Unidos, Kitty Higgins, a principal porta-voz do caso, disse numa conferência da imprensa no dia seguinte ao acidente que "o acontecimento deve ser a queda mais bem sucedida da história da aviação." "Estas pessoas sabiam o que deveriam fazer, e fizeram, e como resultado, ninguém perdeu sua vida."

## Evacuação
Imediatamente após a queda do Airbus A320 no rio Hudson, a tripulação começou a evacuar os 150 passageiros para as asas através das quatro saídas de emergência, e para dois escorregadores inflados nas duas portas para passageiros enquanto a aeronave, parcialmente submergida, e que estava em lento naufrágio, era levada pelas leves correntezas do rio. Duas comissárias de bordo estavam na parte da frente do avião e uma estava na parte de trás. As comissárias de bordo que estavam na parte da frente da aeronave abriram uma porta que também estava armada para ativar um escorregador inflável, embora o escorregador inflável do lado do embarque normal não foi inflado imediatamente após a sua ativação. Uma porta da parte de trás da aeronave foi aberta por um passageiro em pânico, o que causou a entrada de água nesta parte do avião; a comissária de bordo que estava vigiando a porta de trás, que não poderia ser aberta, disse a uma entrevista a CBS News que não pôde cumprir com esta tarefa devido ao pânico dos passageiros. Ela também encorajou os passageiros a subirem sobre as poltronas para escapar da água em ascendência dentro da cabine. Um passageiro estava numa cadeira de rodas. Tendo duas vezes checado toda a cabine para verificar se havia algum passageiro remanescente para confirmar a total evacuação da aeronave, o comandante Sully foi a última pessoa a deixar a aeronave.
Os evacuados, alguns vestindo coletes salva-vidas, esperaram sobre as asas e sobre os escorregadores inflados que estavam parcialmente submergidos no rio congelante. Com o receio de uma explosão, alguns nadaram no rio congelante para se afastar do avião. A temperatura ambiente no momento era de -7°C, e a temperatura da água era de 2 °C.

## Resgate

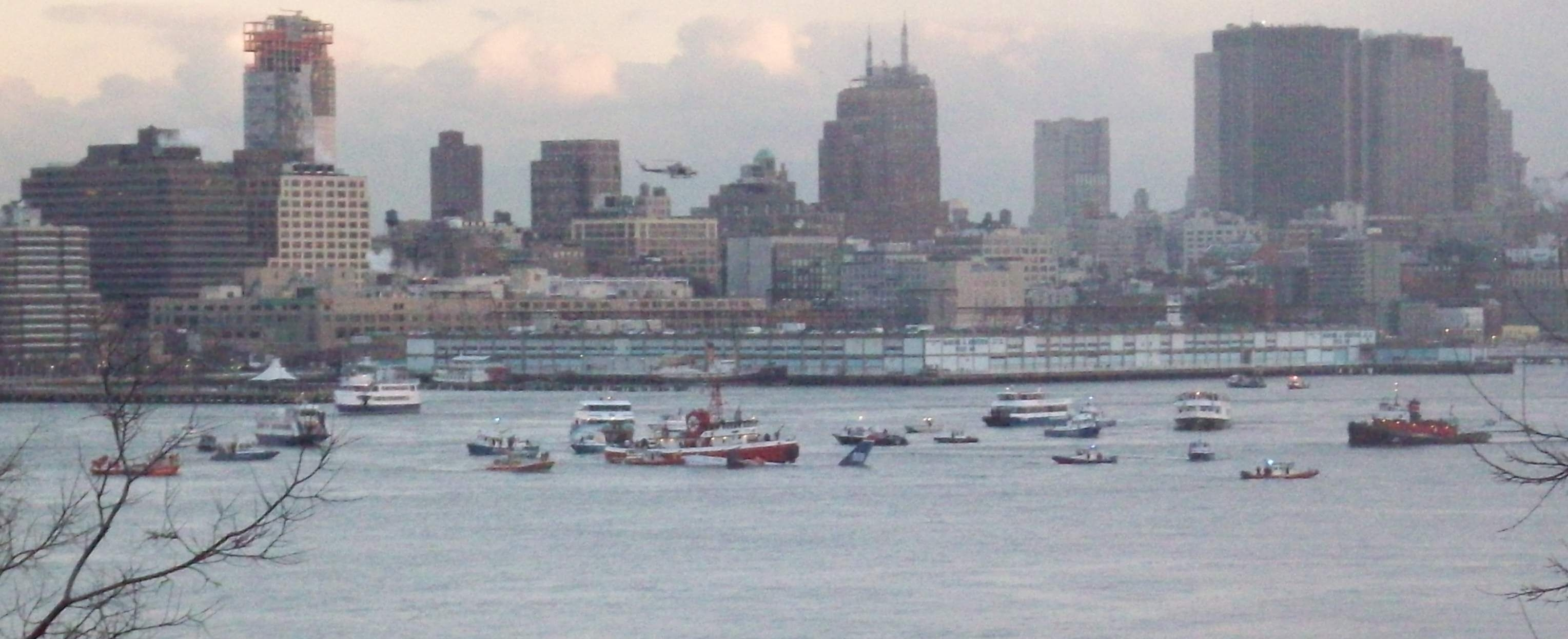
O Avião no rio Hudson, rodeado por embarcações da Guarda Costeira Americana, dos Bombeiros e da polícia, além de barcos de passageiros

Barcos de passageiros da NY Waterway e da Circle Line Sightseeing Cruises responderam quase que imediatamente à emergência. O barco de passageiros da NY Waterway, Thomas Jefferson, comandada pelo capitão Vincent Lombardi, foi a primeira embarcação a chegar ao lado do avião apenas 4 minutos após a queda da aeronave no rio. O barco de passageiros da NY Waterway Governador Thomas H. Kean, sob o comando de Brittany Catanzaro, de apenas 20 anos, foi a segunda embarcação a alcançar o avião alguns minutos depois. Catanzaro disse à estação de rádio WNYC que ela e sua tripulação usaram um Jason's cradle, uma espécie de cesta, para trazer os passageiros que vieram para o seu barco a bordo. O comandante Sullenberger declarou à CBS News que ele avisou aos tripulantes das embarcações para que resgatassem primeiro os passageiros que estavam nas asas, já que os passageiros que estavam nos escorregadores inflados tinham uma maior segurança. O vídeo de uma câmera de vigia da Guarda Costeira Americana mostrou que a primeira destas embarcações, um barco de passageiros, alcançou o avião exatamente às 15h35 (quatro minutos após a queda da aeronave) e começou a resgatar os 155 ocupantes. Naquele momento, muitos passageiros já estavam nas asas ou nos escorregadores inflados em ambos os lados do avião. Mais tarde, os escorregadores separaram-se do avião, formando "botes salva-vidas". Num determinado momento, assim que o avião era levado pelas correntezas que estavam mais fortes devido à maré baixa, os passageiros de um dos lados do avião, temendo a colisão da popa de uma das embarcações com o próprio avião, pediram para que a embarcação se afastasse da aeronave.
Dentro de alguns minutos, embarcações do New York City Fire Department (FDNY) - Departamento de Bombeiros de Nova Iorque -, do New York City Police Department (NYPD) - Departamento de Polícia de Nova Iorque - e da Guarda Costeira dos Estados Unidos, e um barco de resgate de propriedade privada, estavam no local do acontecimento para ajudar nos esforços de resgate. Todos os passageiros e a tripulação foram salvos com segurança.
O Departamento de Bombeiros enviou quatro equipes marinhas e mergulhadores de resgate. Em terra, o Departamento de Bombeiros declarou emergência nível III (toda mobilização possível) e mobilizou a sua Grande Resposta a Emergências, Unidades de Suporte Logístico e 35 ambulâncias prontas para receber os ocupantes do avião. Cerca de 140 bombeiros responderam ao chamado em suas corporações locais, perto do local da queda. O Departamento de Polícia enviou lanchas, helicópteros, embarcações e mergulhadores de resgate da Unidade de Aviação e da Unidade Portuária.
Além disso, cerca de 30 outras ambulâncias ficaram disponíveis através de outras organizações, inclusive de vários hospitais da cidade (mais especificamente os hospitais de St. Vincent e de St. Barnabas). Várias agências também proveram ajuda médica no lado de Weehawken, do outro lado do rio Hudson. Dois helicópteros de ajuda mútua foram despachadas do heliporto da West 30th Street, em Manhattan, um da Departamento de Polícia do Condado de Nassau e outro da Polícia do Estado de Nova Jérsei. Até mesmo pequenas embarcações do Serviço de Táxi sobre Água de Nova Iorque chegaram ao local do acontecimento, mas não tiveram parte do processo de resgate dos ocupantes da aeronave.

## Feridos
Houve cinco pessoas com ferimentos graves, uma das quais foi a comissária de bordo Doreen Welsh, que teve sérios cortes em sua perna. No total, setenta e oito pessoas foram tratadas, a maioria por pequenos ferimentos e por hipotermia.
Os hospitais que receberam pacientes oriundos do acidente incluem o Saint Vincent's Catholic Medical Center, em Greenwich Village, o St. Luke's-Roosevelt Hospital Center, que recebeu 10 pessoas, o New York Downtown Hospital, que recebeu três ocupantes do avião, e o Paralisades Medical Center, em North Bergen, Nova Jérsei, que recebeu cinco pacientes com hipotermia. Ao todo, 24 passageiros e duas pessoas que estavam trabalhando nas operações de resgate foram hospitalizados; enquanto que os outros foram levados para centros de triagem. De acordo com a companhia aérea, nenhum animal de estimação estava a bordo no momento do acidente. Um porta-voz da empresa aérea declarou que é uma política da empresa não transportar animais em seus aviões, e disse que "Não transportamos animais domésticos em nossos compartimentos de carga".
Porém, mais tarde, os passageiros e a tripulação começaram a sentir os efeitos psicológicos do acidente e do resgate. Sintomas de estresse pós-traumático, incluindo insônia, flashbacks e ataques de pânico foram relatadas por membros da tripulação, dos passageiros, e por outras pessoas diretamente envolvidas. Vários sobreviventes receberam conselhos profissionais, e alguns iniciaram um grupo de apoio por e-mail para ajudar a aliviar os efeitos subsequentes da experiência. Além dos diretamente envolvidos no acidente aéreo, o controlador de voo da FAA, Patrick Harten, o controlador de voo que trabalhou durante a emergência, declarou mais tarde em testemunho perante o Congresso que, para ele, "a parte mais difícil e mais traumática do evento foi quando terminou", durante o qual ele continuamente tinha "momentos de choque e de pena".

## Após o pouso

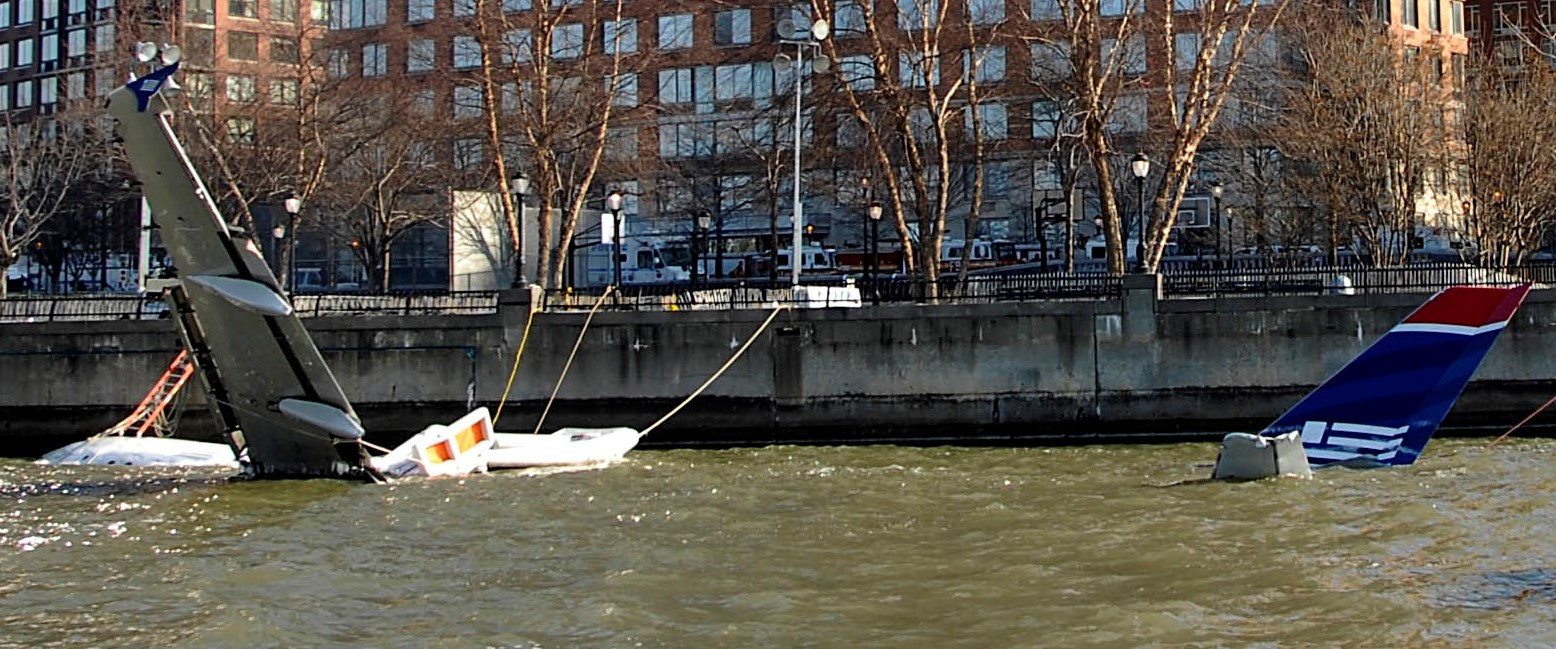
O avião sendo rebocado ao longo do Battery Park City

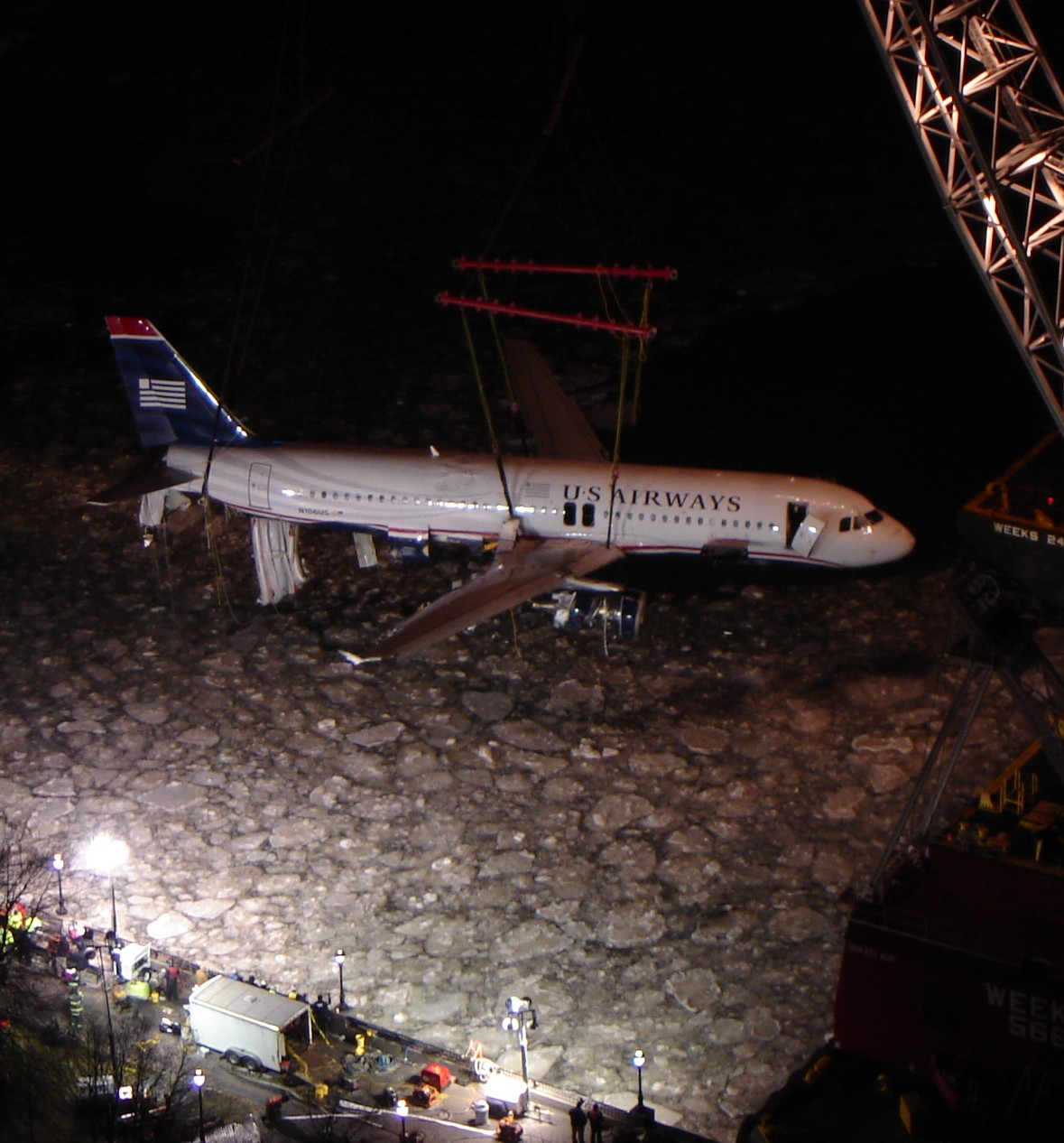
O avião sendo removido do rio Hudson durante a noite de 17 de janeiro

Às 16h55 EDT, os bombeiros começaram a se retirar do local do acidente com o término do trabalho de resgate. Doug Parker, o presidente da US Airways, emitiu uma declaração oficial durante uma conferência de imprensa em Tempe, Arizona, no qual ele confirmou que o voo tinha se envolvido num acidente. A tripulação do voo, particularmente o comandante Sullenberger, foram grandemente homenageados pelas suas ações durante o incidente. Entre os homenageantes, estavam o prefeito de Nova York, Michael Bloomberg, e o governador do Estado de Nova Iorque, David Paterson, que declarou: "Nós tínhamos o Milagre da rua 34, Acredito agora que temos o Milagre do Hudson". O presidente americano, George W. Bush, disse que estava "inspirado pela preparação e pelo heroísmo da tripulação do voo," e o presidente também homenageou as equipes de emergência e os voluntários. O então presidente-eleito, Barack Obama, disse que todos estavam orgulhosos pelo "trabalho heroico e gracioso em pousar a aeronave danificada", e agradeceu à tripulação do voo, que foi convidada por ele próprio para assistir a sua posse como presidente em Washington D.C., que aconteceria cinco dias depois, além daqueles que participaram diretamente no resgate e que ajudaram a salvar 155 vidas com segurança.
Após o resgate, o avião continuou a flutuar, embora estivesse parcialmente submergido, e rapidamente foi rebocado para um píer próximo ao World Financial Center, no Baixo Manhattan, cerca de 6 km rio abaixo do local da queda. O motor esquerdo separou-se do restante da fuselagem durante a queda, e foi recuperado do fundo do rio, a cerca de 20 m de profundidade, alguns dias depois. Acreditou-se inicialmente que o motor direito também tinha se separado do restante do avião, mas foi encontrado mais tarde, ainda ligado à aeronave, embora a maior parte de suas nacelas estivesse desaparecida. Em 17 de janeiro, a aeronave, que tinha sido dada como perda total, foi removida do rio Hudson e posta numa barcaça. A aeronave foi então levada para Nova Jérsei para ser examinada.
O método usado para remover a aeronave submergida foi economicamente inviável para uma possível recuperação da aeronave, que foi considerada como perda total. A parte traseira do avião foi grandemente danificada no acidente, e a empresa contratada para a remoção do avião, a Weeks Marine, cortou as asas e a empenagem, embora outra empresa, a Source One Airplane Repair, afirma que, se o devido cuidado tivesse sido tomado durante a operação de remoção, a aeronave poderia ser consertada a um custo de 20 milhões de dólares (menos de um terço do preço de uma nova aeronave).
Cada passageiro do avião recebeu uma carta de desculpas, uma compensação de 5 000 dólares pela perda da bagagem e o reembolso da passagem aérea.

## Investigações
Pouco depois do evento, a porta-voz da Administração Federal de Aviação dos Estados Unidos (FAA), Laura Brown, disse que o avião poderia ter colidido com aves. Uma equipe de investigação do Diretório Nacional de Segurança do Transporte dos Estados Unidos (NTSB) (formada normalmente por especialistas em áreas relacionadas com o incidente), liderada pelo investigador sênior de segurança aérea, Robert Benzon, foi enviada para Nova Iorque. O relatório preliminar do incidente, publicada em 16 de janeiro, declarou que a aeronave foi abaixo após uma colisão com aves. Esta conclusão, e a perda simultânea de potência em ambos os motores, foi confirmada pelas gravações de voz da cabine e das gravações dos dados de voo, que foram recuperados da aeronave pelo NTSB quando o avião foi retirado do rio em 18 de janeiro.
No dia seguinte, vieram relatos de que a mesma aeronave e o mesmo voo tinham experimentado uma queda de compressão, mas menos sério, em 13 de janeiro. Durante aquele voo, chegou a ser dito para os passageiros que o avião iria realizar um pouso de emergência. No entanto, o motor afetado foi religado e o voo continuou normalmente até Charlotte. Mais tarde, o NTSB declarou que a perda temporária de potência daquele motor foi a consequência de uma falha do sensor de temperatura, que já tinha sido substituída. O evento não danificou o motor, o que permitiu à aeronave a retornar aos seus serviços normais.

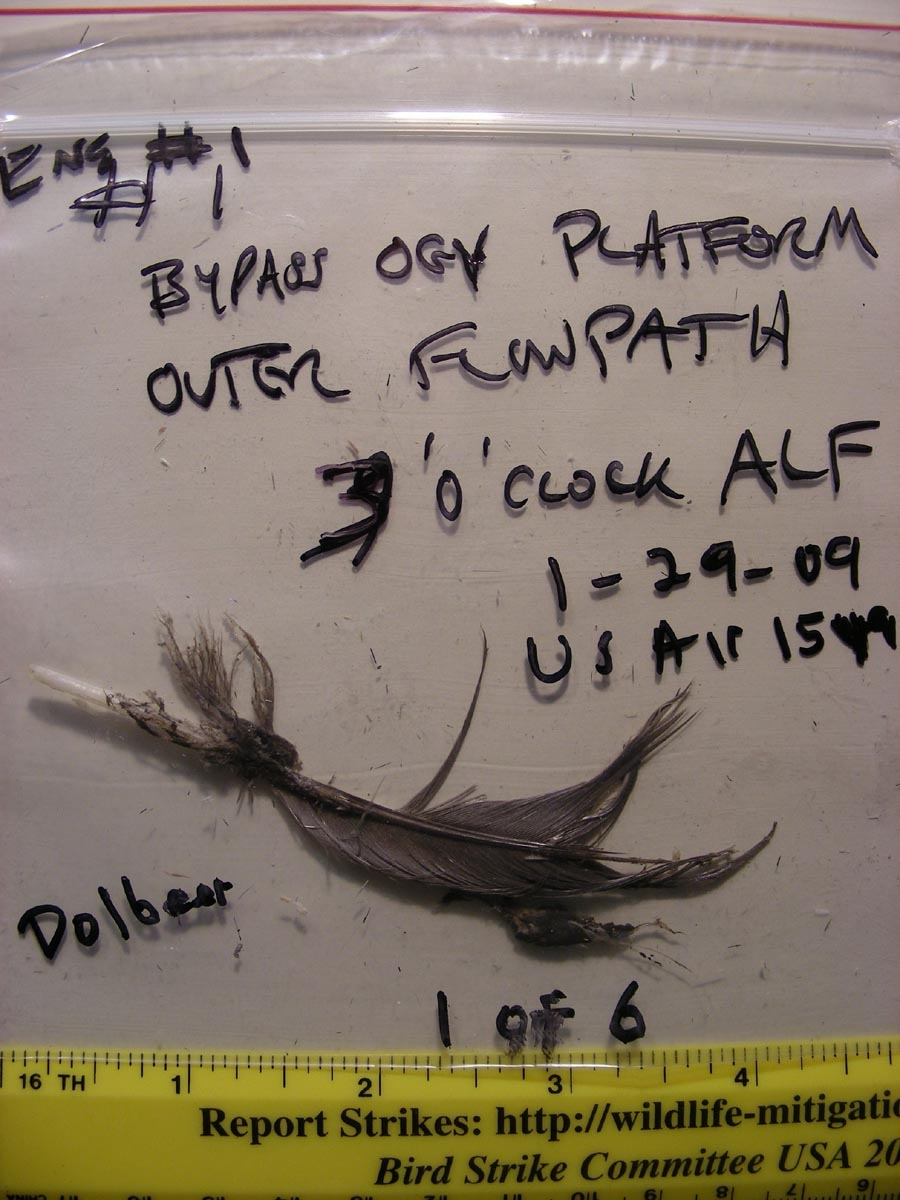
Uma pena encontrada no motor esquerdo do avião

Em 21 de janeiro, a equipe de investigação da NTSB encontrou no  motor direito do avião restos orgânicos, incluindo uma única pena, além de evidências de uma colisão com um corpo macio. O motor esquerdo do avião foi retirado do rio em 23 de janeiro e, assim como o direito, estava faltando uma grande porção de sua carcaça. Durante o exame inicial, a equipe de investigação da NTSB disse que, apesar da falta de uma evidência óbvia de matéria orgânica, tinha muitas evidências de uma colisão com um corpo macio e "havia vestígios de colisão tanto no motor quanto no lado interior de sua carcaça. Cinco vãos de guia dos impulsionadores estavam quebrados e estavam faltando oito vãos externos." Ambos os motores foram levadas para as instalações da fábrica dos motores em Cincinnati, Ohio, para serem desmontados e examinados.  Em 31 de janeiro, a aeronave foi levada para um galpão de armazenagem em Kearny, Nova Jérsei, para continuar o restante das investigações. O NTSB confirmou que foram encontrados fragmentos de aves nos dois motores. Os fragmentos das aves foram mais tarde identificados como de gansos-do-canadá através de exames de DNA. O peso típico destas aves está bem acima dos limites de impacto com aves projetados para este tipo de motor.

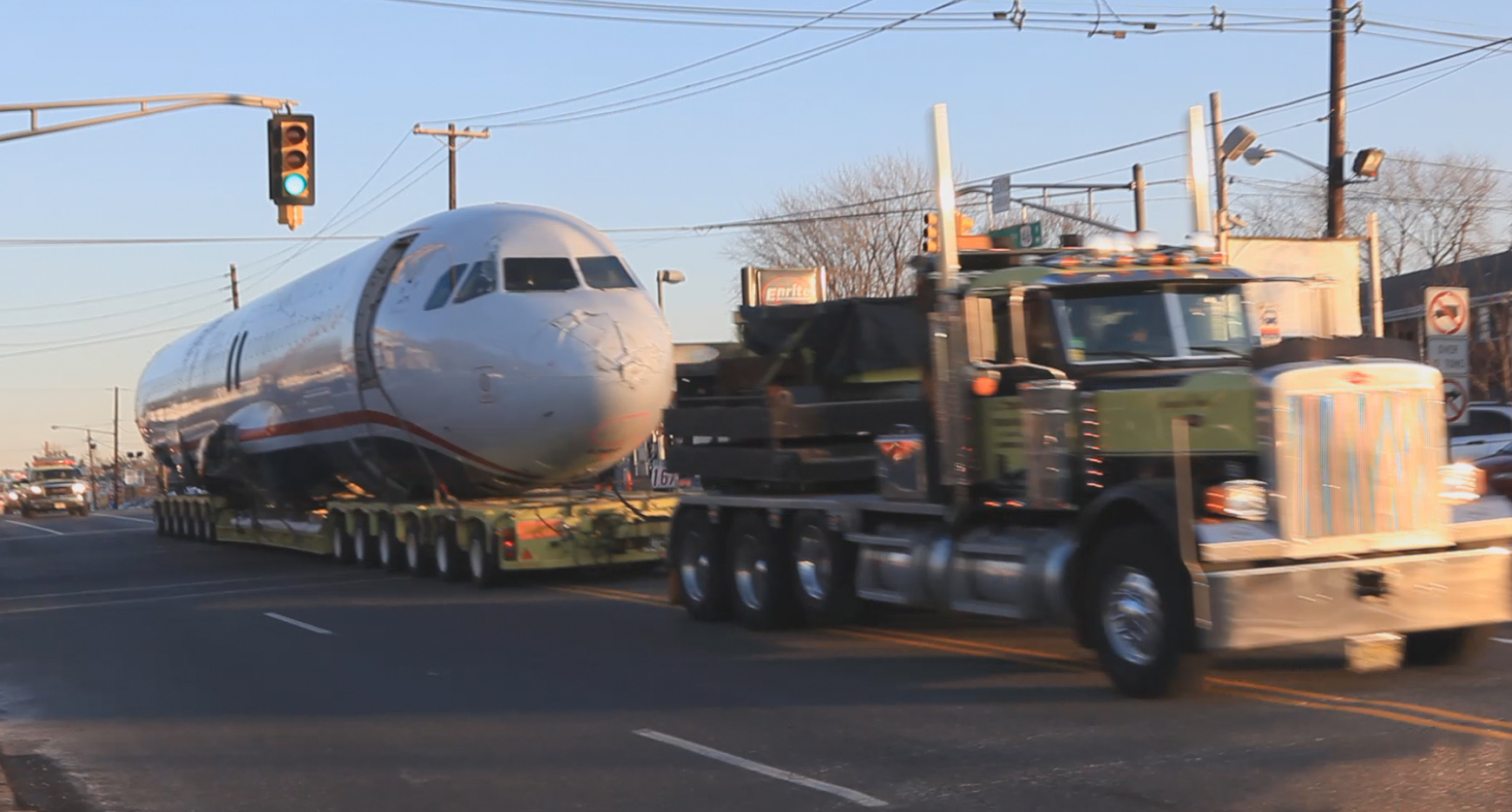
A fuselagem sendo rebocada para um galpão de armazenamento

Em 5 de fevereiro, a Administração Federal de Aviação Americana liberou as gravações de áudio e as transcrições das comunicações internas e do controle de tráfego aéreo, relacionados com o acidente. Toda a comunicação entre o voo e o controle do tráfego aéreo durou menos de dois minutos.
Assim que o avião Airbus A320 envolvido no acidente foi montado pela Divisão da Airbus no consórcio aeroespacial europeu EADS, na fábrica matriz da Airbus em Toulouse, França, sob as provisões do Anexo 13 da ICAO, tanto a Agência Europeia para a Segurança da Aviação quanto a Bureau d'Enquêtes et d'Analyses pour la Sécurité de l'Aviation Civile tornaram-se participantes ativos na investigação do acidente, com a provisão de assistência técnica da Airbus Industrie e da GE Aviation/Snecma como fabricantes do avião e dos motores, respectivamente.
O acidente do voo 1549 foi o quinto acidente de um voo comercial, com perda total, durante a fase de decolagem do Aeroporto LaGuardia desde que o aeroporto foi aberto, em 1939. Destes, o acidente é também é apenas terceiro envolvendo a perda completa de uma aeronave da US Airways/USAir.

## Condecorações
A Guild of Air Pilots and Air Navigators (Associação de Pilotos e Navegadores Aéreos) condecorou toda a tripulação do voo 1 549 com uma Medalha de Mestre em 22 de janeiro de 2009. A medalha é dada somente a grandes conquistas da aviação à discrição dos Mestres da Associação. A citação para a condecoração é:
| “ | As reações de todos os membros da tripulação, a realização de uma decisão no segundo-chave e o manejo desta emergência e da evacuação foi a criação de um "guia" e de um exemplo para todos nós. A execução de maneira segura deste pouso de emergência sobre o rio, e a evacuação, sem nenhuma perda de vida, é uma conquista heroica e única da aviação. Isto merece o reconhecimento imediato que tem sido dado à Guild of Air Pilots and Air Navigators. | ” |

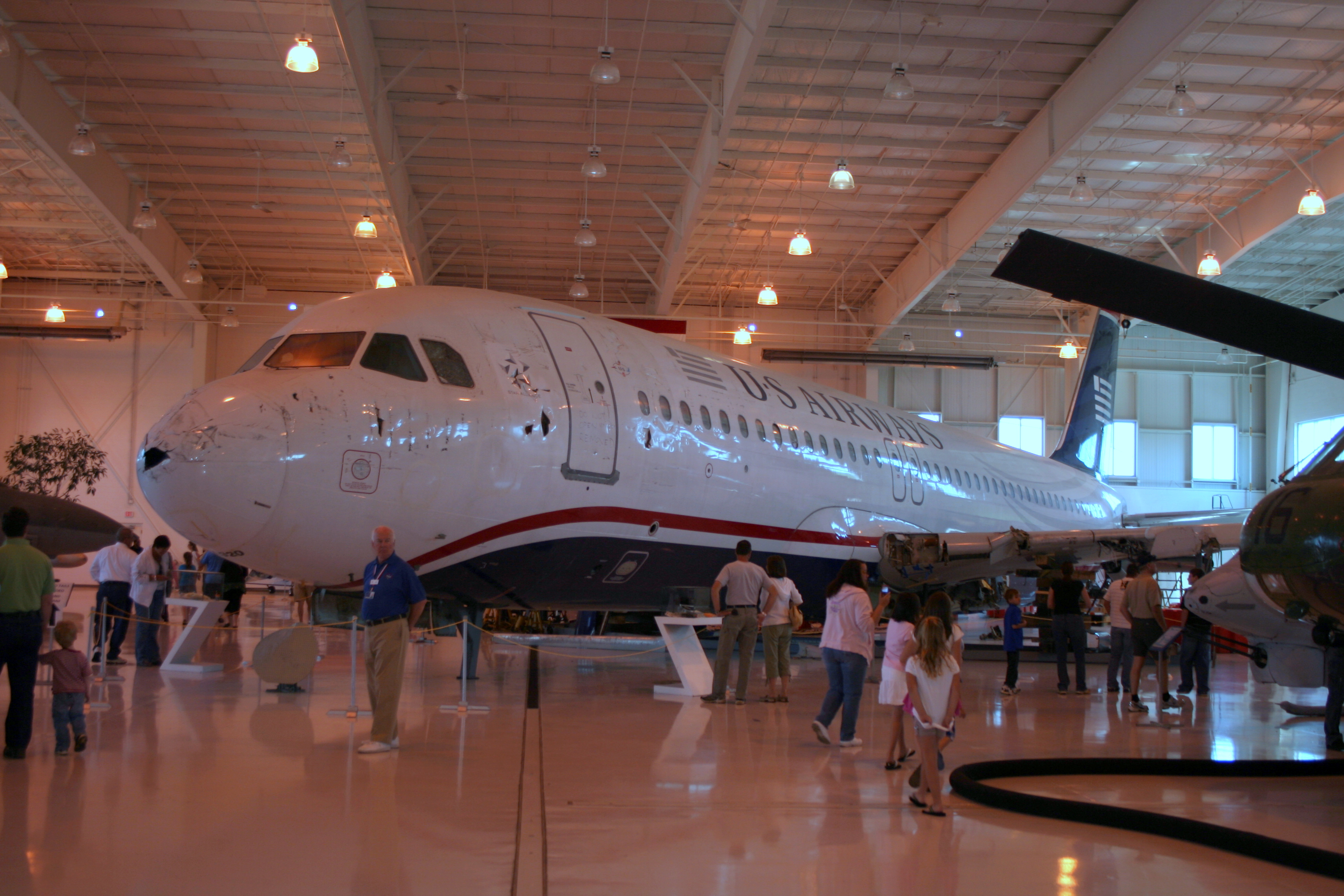
N106US exposta no Carolinas Aviation Museum no Aeroporto Internacional de Charlotte-Douglas

O prefeito de Nova Iorque, Michael Bloomberg, presenteou à tripulação do voo 1549 com as Chaves da Cidade, e deu ao comandante uma cópia de um livro, que o comandante tinha sido emprestado de uma biblioteca e que foi perdido no acidente, intitulado Just Culture: Balancing Safety and Accountability, por Sidney Dekker. Os civis e as pessoas que participaram do resgate, devidamente uniformizados, receberam certificados de honra. Além disso, a tripulação do voo 1549 foi ovacionada antes do início do Super Bowl XLIII, em 1 de fevereiro de 2009.

## Mídia popular
Em 8 de fevereiro de 2009, o programa da CBS, 60 Minutes, exibiu três segmentos que incluíram entrevistas com a tripulação, assim como a sua reunião com os passageiros.
Em 19 de fevereiro de 2009, o Channel 4 (Reino Unido) exibiu um documentário intitulado The Miracle of the Hudson Plane Crash (O Milagre da Queda do Avião no Hudson), que incluiu a primeira testemunha do acidente, além de relatos de outras testemunhas, incluindo passageiros e pessoas que participaram diretamente do resgate.
Em 21 de fevereiro de 2009, a ABC7 News exibiu uma entrevista com o comandante Sullenberger no programa "Face to Face", que contou suas experiências durante o acidente e desde o evento.
Em 4 de março de 2009, o Discovery Channel exibiu um documentário intitulado Hudson Plane Crash - What Really Happened (Acidente de Avião no Hudson - O que Aconteceu realmente) pela primeira vez. O documentário de TV de uma hora examinou as circunstâncias que rodeavam o acidente e o resgate; o filme destacou animações geradas por computador e novas entrevistas com os passageiros, a tripulação, testemunhas, pessoas diretamente envolvidas no resgate e especialistas em segurança na aviação.
Em 14 de março de 2011, o National Geographic (Nat Geo) exibiu um documentário da série Mayday Desastres Aéreos  "Hudson River Runway" (Pouso do Rio Hudson) onde o documentário mostrou deste a decolagem até o pouso na água.
Em 2016, o caso ganhou um filme Sully, dirigido pelo vencedor do Oscar Clint Eastwood, e protagonizado pelo também vencedor do Oscar Tom Hanks.